# Kiss László (úszó)
Kiss László (Budapest, 1940. december 14. –) magyar úszó, edző, 1999 és 2016 között az úszóválogatott szövetségi kapitánya.

## Sportpályafutása
1954-ben kezdte el az úszást a Ferencvárosi TC együttesében, 1963-ban pedig a Budapest Honvéd versenyzője volt. Erős úszásneme a pillangóúszás volt, magyar bajnokságot nyert. Az 1960-as római olimpia résztvevője. 1963-ban 3., 1964-ben 2. helyezett volt a 200 m pillangóúszás magyar bajnokságán. 1965-ben, huszonöt éves korában visszavonult az aktív úszástól.
1963-ban, három hónappal később a klub vezetőedzőjévé nevezték ki. Emellett 1969-ben az öttusa-válogatott úszóedzője is lett. Eközben 1972-ben szakedzői diplomát szerzett a Testnevelési Főiskolán. Az öttusa-válogatottnál két év kihagyással 1983-ig dolgozott. Növendékei között több olimpiai, világ- és Európa-bajnok is volt (pl. Egerszegi Krisztina, Kovács Ágnes, Güttler Károly és Batházi István).
1983-ban mesteredzői címet szerzett. 1993-ban a Magyar Úszószövetség alelnökévé választották, majd ugyanebben az évben a női úszóválogatott edzője lett. 1999-ben a teljes úszóválogatott szövetségi kapitánya is lett. 1991 és 1999 között hat alkalommal az év legjobb edzőjévé választották. 2000-ben távozott a Bp. Spartacustól, és csak a szövetségi munkáira koncentrált.
Szövetségi kapitányi munkája alatt lett olimpiai bajnok Czene Attila, Egerszegi Krisztina, Kovács Ágnes, Gyurta Dániel, és szerzett három ezüstérmet Cseh László. 2009-ben a százhalombattai városi uszodát róla nevezték el.
2012-ben a Magyar Úszószövetség elnökségi tagja lett. Ebben a minőségében újraválasztották 2015-ben. 2013 januárjában újabb négy évre meghosszabbították kapitányi kinevezését, de végül 2016. április 7-én lemondott szövetségi kapitányi tisztségéről.

## Nemi erőszak
2016. április 5-én a privatkopo.hu internetes bűnügyi portál nyilvánosságra hozta, hogy Kiss Lászlót 1961 júliusában sportklubja, az FTC kizárta soraiból, majd 1962 februárjában el is ítélte a bíróság, csoportosan elkövetett nemi erőszakban való részvétel miatt. A bűncselekményt klubtársaival, Lantos Lászlóval és Várszegi Lajossal követte el 1961. július 4-én a Hajós Alfréd Nemzeti Sportuszodában egy 18 éves lánnyal szemben. A másodfokon eljáró bíróság Kisst jogerősen három év letöltendő börtönbüntetésre ítélte. Büntetéséből huszonegy hónapot töltött a nagyfai büntetés-végrehajtási intézetben, majd elnöki tanácsi kegyelemben részesült. „Megbűnhődtem azért, amiért elítéltek, aztán kaptam az élettől egy új lehetőséget, és én éltem vele" – nyilatkozta a Népszabadságnak az eset kapcsán Kiss László. Péterfalvi Attila, a Nemzeti Adatvédelmi és Információszabadság Hatóság elnöke az ügy kapcsán felhívta a további információval rendelkezőket, hogy a NAIH eljárásának lezárultáig újabb részletek nyilvánosságra hozatalától tartózkodjanak. A NAIH ezt követően Budapest Főváros Levéltárára 3 millió forint adatvédelmi bírságot szabott ki, mivel a Kiss László-ügy iratait egy kutató rendelkezésére bocsátotta. A NAIH határozatát Budapest Főváros Levéltára bíróságon támadta meg, dr. Jóri András korábbi adatvédelmi biztos támogatásával. A Fővárosi Közigazgatási és Munkaügyi Bíróság elsőfokú ítéletével a NAIH határozatát hatályon kívül helyezte.
A lemondás után Kiss közleményt adott ki, amelyben büntetőügyéről úgy fogalmazott, hogy „1961-ben koholt vádak alapján, koncepciós perben született meg az a döntés”, majd hangsúlyozta, hogy „az ítéletben foglalt cselekményt soha, semmilyen körülmények között nem követtem el”. Reagálva a kiszabott ítélet lejárta előtti szabadulása körüli anomáliákra Kiss leszögezte, „idő előtti szabadulásomat nem bármiféle beszervezésnek, hanem az 1963-as amnesztiarendeletnek köszönhettem, mely igaztalan büntetésemet enyhítette”. Azonban Kiss László az 1963. szeptember 19–22. között rendezett magyar úszóbajnokságon már versenyzett, sőt érmet is nyert.
A Magyar Úszó Szövetség 1961-es határozatából kiderült, hogy nem Takáts Zsuzsanna volt Kiss László első áldozata, a sportolót már korábban is felfüggesztették egy hasonló ügy miatt, egy időre ki is zárták a válogatottból és az ország összes uszodájából csoportos nemi erőszakkísérlet miatt. Kiderült, hogy egy lányt csak egy úszómester határozottsága mentett meg Kisstől és társaitól, akik víz alatti közösülést ajánlottak a medencében, azonban az úszómester megjelenésének köszönhetően, ennél az esetnél elúsztak a lány közeléből.
2016. május 6-án áldozata, Takáts Zsuzsanna, névvel, ügyvédei közreműködésével nyilatkozatban mesélt a bűncselekményről, és az ügy eltussolása érdekében a családját ért fenyegetésekről.
Ezt követően Takáts Zsuzsanna ügyvédje jelenlétében létrejött találkozón Kiss László, Gyárfás Tamás, a Magyar Úszószövetség elnöke, valamint Hargitay András úszókapitány bocsánatot kértek a múltban történtek miatt, a bocsánatkérést Takáts Zsuzsanna elfogadta.

## Közéleti tevékenysége
2014 novemberében Százhalombatta alpolgármestere lett, amely pozíciójáról 2016. április 7-én – a közvélemény nyomására, korábbi súlyos erőszakos bűncselekményben való részvétele miatt – lemondott.

## Konfliktusok személye körül
2016. január 7-én lemondott a szövetségi kapitányi tisztségéről, miután konfliktusba keveredett Hosszú Katinkával és férjével. Január 10-én Gyárfás Tamás bejelentette Kiss visszajövetelét, aki elmondása szerint Orbán Viktor miniszterelnök támogatásának hatására gondolta meg magát. 2016. április 7-én, miután 1961-es büntetőügye napvilágra került, a közvélemény nyomására és megromlott egészségi állapotára hivatkozva lemondott szövetségi kapitányi tisztségéről.

## Elismerések
- Mesteredző (1983)
- A Magyar Köztársasági Érdemrend középkeresztje a csillaggal (2008)[22]
- Százhalombatta díszpolgára (2009) – Lemondott róla 2016-ban.[23]
- A Nemzeti Sportszövetség Életműdíja (2009)
- Az év magyar szövetségi kapitánya (2010)[24]
- Prima Primissima díj (sport kategória) (2011)
- A Magyar Érdemrend nagykeresztje (2012)
- Az év magyar szövetségi kapitánya választás harmadik helyezettje (2012)
- A magyar úszósport halhatatlanja (2013)[25]